# Melencolia I

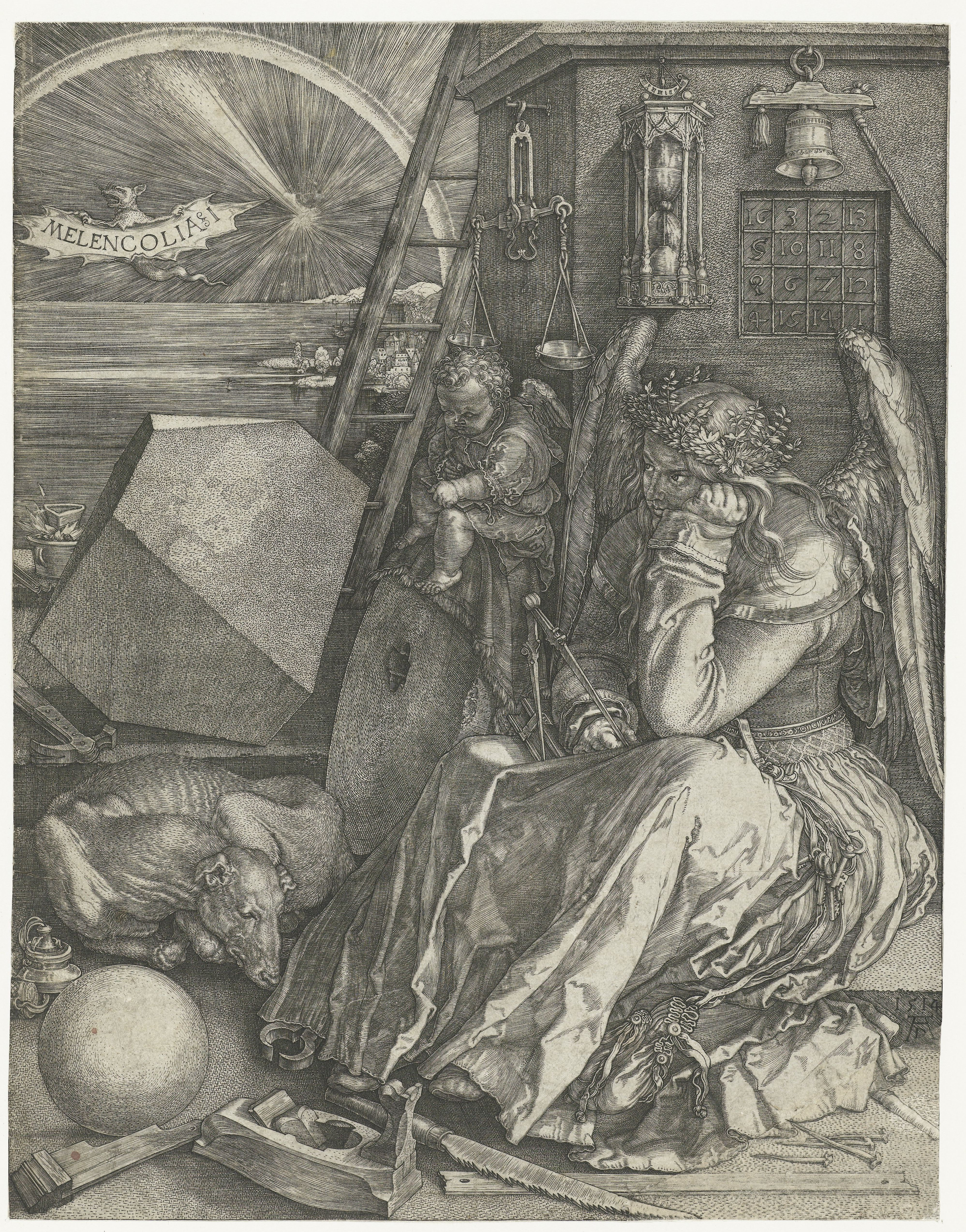
Melencolia I

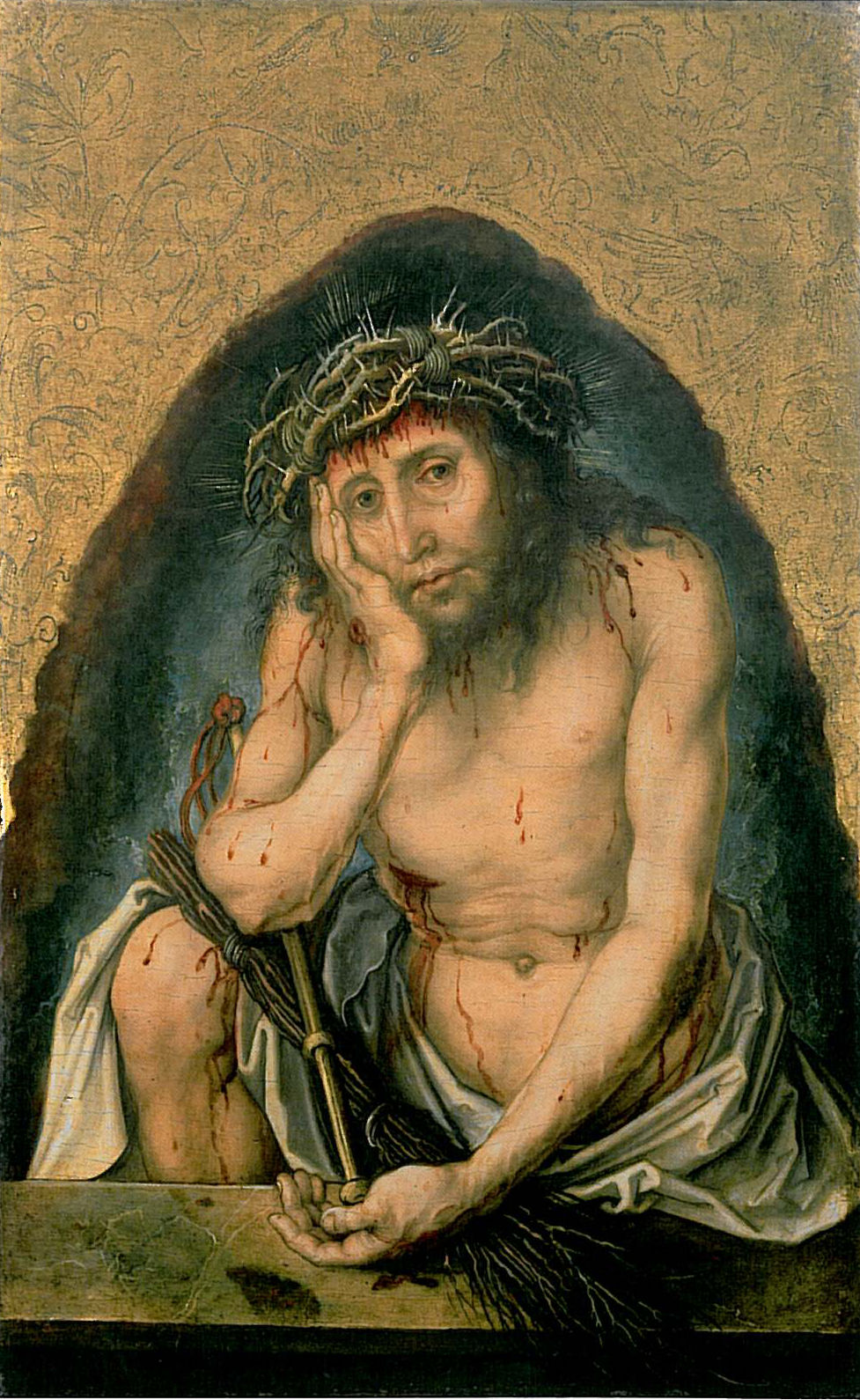
Dürer: Christus als Schmerzensmann

Das Bild Melencolia I aus dem Jahre 1514 ist einer der drei Meisterstiche Albrecht Dürers. Der Kupferstich misst 24,2 cm × 19,1 cm. Es gilt als eine besondere Glanzleistung des Künstlers, gibt aber dem Betrachter viele Rätsel auf und zeichnet sich – wie übrigens viele seiner anderen Werke auch – durch eine komplexe Ikonographie und Symbolik aus. Die Nummer nach dem Titel ist als Klassifizierung nach den Lehren von Agrippa von Nettesheim (De occulta philosophia) gedeutet worden, wonach der Planet Saturn, der den Melancholiker beeinflusst, drei Arten des Genies hervorbringt – die erste Stufe wird hier verdeutlicht. Zum Thema wird dieses Motiv für den Künstler, da er sich als Genie oft in einer ähnlichen Gemütsverfassung wiederfindet wie die abgebildete Allegorie, nämlich mit dem Willen zum Schaffen, aber unfähig, etwas zu tun. Eine ganz ähnliche Darstellung und Haltung der Figur findet sich in Dürers Bild Christus als Schmerzensmann, das sich im Besitz der Staatlichen Kunsthalle Karlsruhe befindet.

## Bildinhalt
- Die das Bild beherrschende Figur ist eine bekleidete, engelhaft geflügelte, menschliche Gestalt, die auf einer Stufe sitzt und in ihrem Schoß einen Zirkel und ein mit einer sichtbaren Schließe verschlossenes Buch hält, zu ihren Füßen ein Hund, gleichsam als Wegbegleiter, da er als melancholieanfällig bis zum Wahnsinn gilt. Am Gürtel ihres Kleides sind ein Schlüsselbund und ein Geldbeutel befestigt, deren Bedeutung Dürer auf der Vorzeichnung als Zeichen für Macht und Reichtum angegeben hat.[3]
- An ihrer rechten Seite sitzt auf einem Mühlstein (häufig gedeutet als Lebensrad) ein Knabe oder Putto oder „genius“, dessen linker Stummelflügel ihren rechten Flügel berührt. Er hält ein Täfelchen (Cartolino) gestützt auf einen Gravierstichel, an dessen anderem Ende ein Radierschaber ist.[4]
- Auf dem Boden liegen Gegenstände verstreut herum: Hammer, Zange, Nägel, Säge, Hobel, Richtscheit. All diese Gegenstände sind Werkzeuge des Künstlers und Handwerkers (vorwiegend des Zimmermanns). Das siebente Werkzeug ist ein Streichmaß (englisch Gauge), mit dem parallele Linien entlang einer Kante angerissen werden können. Über der Kugel links eine zweiteilige Schlagschnur-Gerätschaft (Schlagband-Werkzeug): auf der Seite liegend der Behälter des Schlagbandes, das durchgezogen ist durch das aufrecht daneben stehende gedeckelte Tinten- bzw. Farbpulver-Fässchen.
- Eine Kugel und ein Polyeder (ein an zwei Ecken abgestumpftes Parallelepiped). Die Seitenflächen oben und unten sind zwei gleichseitige Dreiecke (die in der Projektion von oben den Hexagramm-Grundriss des Ecksteins erkennen lassen) und sechs nicht-reguläre Fünfecke; die zwölf Ecken gehören zwei Typen an: in sechs Ecken stoßen je ein gleichseitiges Dreieck und zwei Fünfecke zusammen, in sechs Ecken je drei Fünfecke.
- Alchemie: Zwischen Polyeder und Meer befindet sich ein Becken voll brennender Kohlen, darauf ein Schmelztiegel mit Guss-Nase, daneben eine Pinzette.
- Am Gebäude hinter den beiden Figuren hängen eine Waage im Gleichgewicht, eine Sanduhr und darauf eine Sonnenuhr-Skala mit nur acht Ziffern und der Vier (IIII) als der letzten Stunde (Tod und Vergänglichkeit) – der Schattenstab zeigt bei Mondlicht keine Zeit an – sowie eine Glocke, deren Strang aus dem Bild herausführt; man sieht nicht, wer ihn in Händen hält. An der Wand lehnt mit sieben sichtbaren Sprossen eine Leiter.

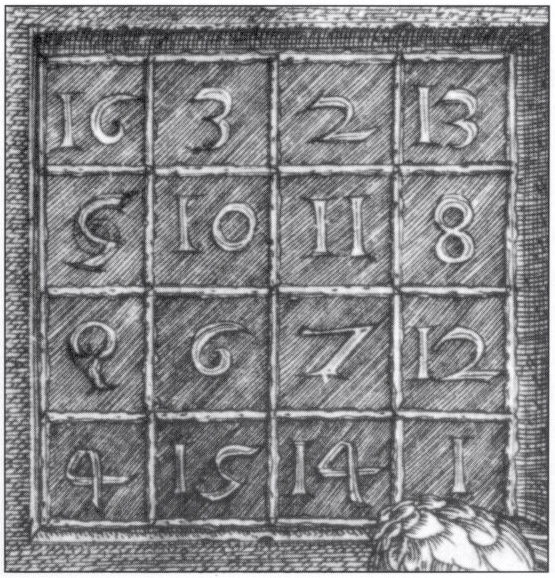
Magisches Zahlenquadrat

- Unterhalb der Glocke ist ein magisches Quadrat, das Magische Dürer-Quadrat, auf eine Metallplatte graviert, in die fugenlose Südwand des Turmes bzw. Pfeilers eingelassen. Die Summe aller Reihen, Spalten, Diagonalen, Quadranten und der Ecken ergeben jeweils 34. Es enthält die Zahl 1514, das Jahr, in dem das Kunstwerk geschaffen wurde (wiederholt zusammen mit dem üblichen AD-Signet auf der Stufe am rechten Bildrand). Um die Jahreszahl 1514 befinden sich die Zahlen 4 und 1, die für Dürers Initialen nach ihrer Position im Alphabet stehen könnten. Wie die geometrischen Figuren und der Zirkel in der Hand der engelhaften Gestalt ein Symbol für die Geometrie und Mathematik sind, mit denen sich Dürer intensiv beschäftigte, da seiner Meinung nach der Künstler auch das exakte Messen beherrschen sollte, um ein Bild wirklichkeitsgetreu und immer mit der Natur als Vorbild, darstellen zu können (siehe auch Fadengitter).
- Im Bildhintergrund befinden sich in der linken Hälfte Meer, Land und eine Stadt. Der dunkle Himmel darüber wird von einem strahlenden Gestirn, einem Kometen erhellt und von einem seltenen (Mond-)Regenbogen überspannt. In der rechten Bildhälfte weisen Leiter und Gebäude in die Höhe. Der Lichteinfall von rechts und oben hinter dem Betrachter korrespondiert mit der Dunkelheit auf der linken Seite. Die Stunde bleibt unbestimmt. Das Gestirn ist unterschiedlich gedeutet worden, als Saturn bringt er Unheil, als Komet eine Zeitenwende oder als abstürzender Meteor eine Gefahr für die Menschheit.

## Deutung
Das rätselhafte Werk verschließt sich einer vollständigen Interpretation bis heute, obwohl sie seit seinem Entstehen immer wieder versucht worden war. Die am meisten anerkannte Deutung stammt von dem Kunsthistoriker Erwin Panowsky. Diese Ambiguität oder ikonologische Mehrfachdeutigkeit ist typisch für gute Kunstwerke, aber auch wegen seiner großen technischen Kunstfertigkeit wird dieses Bild, neben Ritter, Tod und Teufel und Der heilige Hieronymus im Gehäus zu den „Meisterstichen“ gezählt, ja miteinander in Beziehung gebracht.
Der erste Deutungsansatz besteht darin, es als eine Allegorie der Melancholie, um nicht zu sagen, der Depression zu sehen. Der Stich ist im Übergang vom Mittelalter zur Deutschen Renaissance entstanden, deren Wegbereiter Albrecht Dürer war. Das herumliegende Werkzeug und der mit einem Stichel an einer Platte arbeitende Putto trägt der mittelalterlichen Verbindung von Kunst und Handwerk Rechnung, Polyeder und magisches Quadrat verweisen auf die Verbindung von Wissenschaft und Kunst in der Renaissance. Dementsprechend sah Erwin Panowsky in dem Bild einen Ausdruck für die Melencolia Artificialis, eine Künstlermelancholie, die nicht depressiv, sondern genial ist, aber vom Planeten Saturn beeinflusst zur Schwermut neigt. Zugrunde liegt dieser Aussage eine Umdeutung der Melancholie durch den Florentiner Marsilio Ficino, demzufolge diese als einzige der vier Temperamente zur Kreativität befähigt. Daher war dies für den Maler Dürer auch ein Thema für seine Kunst, die sich aus denselben Quellen speist. Er wusste aus eigener Erfahrung von den Gefahren, die bei einer zu großen geistigen Anspannung lauern und hat dies durch die Personifikation der Melencolia zum Ausdruck gebracht.
Möglich wäre aber auch eine andere Deutung: Dürer kannte von seinen Italienreisen die neue Kunstströmung der Renaissance, die nördlich der Alpen etwa hundert Jahre später als in Italien einsetzte. Ihr könnte die sinnende Frauengestalt entgegensehen. Das Mittelalter geht zu Ende (Stundenglas), eine neue Zeit wird bald eingeläutet (Glocke), es geht aufwärts (siebensprossige Leiter), Licht (Erkenntnis) verbreitet seine Strahlen am Himmel, überwölbt von einem Regenbogen (Segen). Das Gewohnte ist bald dahin (Abschied und Melancholie). Für die künftigen Aufschwünge (Flügel) in Wissenschaft und Kunst ist die noch reglos sitzende Frauengestalt bereits mit frischen Zweigen bekränzt. Das hässliche kleine Flugtier und Fabelwesen, das das Spruchband trägt (bei genauer Betrachtung dürfte das Spruchband aus der Innenseite der Bauchhaut des Wesens bestehen, die gleichsam am Himmel aufgespannt ist), steht für die Gefahr, im Sinnieren steckenzubleiben, sich nicht aufzuraffen, um etwas zu tun.
Dürer, der auch wissenschaftliche Werke (über Mathematik, zur Perspektive und über menschliche Körperproportionen) verfasste, scheint viel von seinem Selbstverständnis in das Bild eingearbeitet zu haben. So könnten Polyeder und Kugel (als die den Polyeder umschreibende Hilfskonstruktion) auf die von ihm erfundene zeichnerische Konstruktionsmethode von Polyedern hindeuten. Fest steht, dass die geometrischen Gegenstände auf die neuen wissenschaftlichen Hilfsmittel hinweisen, derer sich der Künstler nun auch bedienen sollte.

Holzschnitt Typus geometriae aus Gregor Reisch: Margarita philosophica, 1504

Im Allgemeinen sind die aufgeführten Werkzeuge neben den geometrischen Formen aber Symbole des schöpferischen Bemühens, wie sie schon Gregor Reisch in seiner Enzyklopädie Margarita philosophica (1504) in einem Holzschnitt mit dem lateinischen Titel Typus geometriae abbildete. Sie sollten als Aufforderung zum Tun verstanden werden, durch die die Welt verständiger und handhabbarer wird.
Das Gestirn im Hintergrund des Bildes hat Ursula Marvin vom Smithsonian Astrophysical Observatory als den Meteorit von Ensisheim vom 7. November 1492 gedeutet. Dürer hatte sich zu der Zeit im 38 Kilometer von Ensisheim entfernten Basel aufgehalten und die Explosion des Meteoriten auf die Rückseite einer kleinen Holztafel gemalt, mit seinem Gemälde des Hieronymus als Büßer auf der Vorderseite. Der Kunsthistoriker David Carritt ordnete das Werk 1956 Dürer zu.

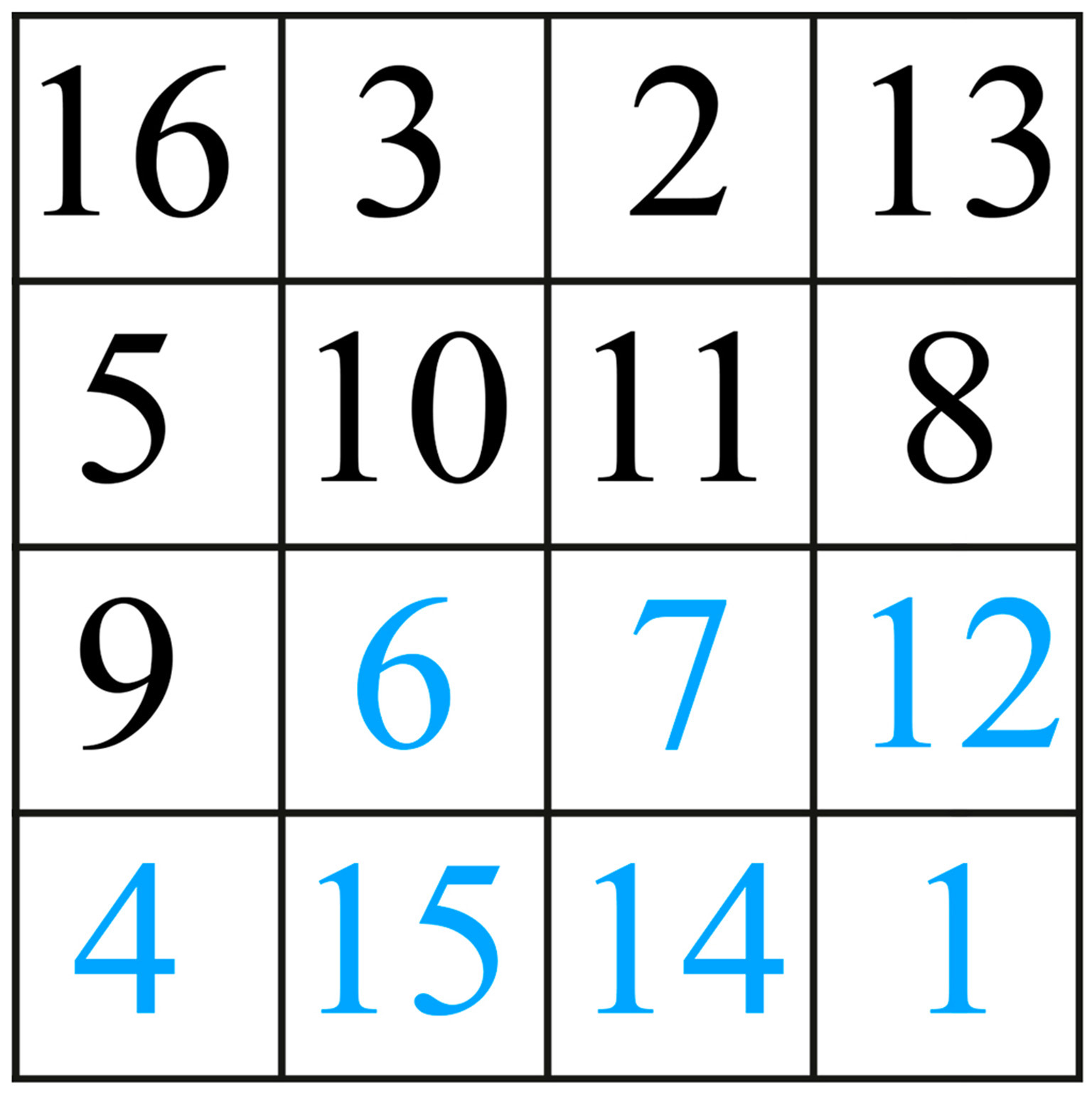
Quadrato magico „a Gjove“

Innerhalb des magischen Quadrats von Melencolia § I sind die zu erkennenden Kombinationen vielfältig und überraschend:

„Jede Gruppe an den Ecken, gebildet aus vier Kästchen (16, 3, 5, 10 – 2, 13, 11, 8 – 9, 6, 4, 15 – 7, 12, 14, 1), hat die Summe von 34. Dieselbe Zahl erhält man durch Addition von Ziffern der Mittelgruppe (10, 11, 6, 7), aber auch der Eckkästchen (16, 13, 4, 1). Das gleiche Ergebnis erhält man, wenn man die Zahlen auf den horizontalen, vertikalen und diagonalen Linien addiert. Wir bekommen immer 34. Insgesamt kommt die Zahl sechzehnmal vor. Betrachtet man auch mögliche Rechtecke (5,8,12,9:3,2,14,15:5,3,12,14:2,8,15,9) so kommt die Zahl 34 zwanzigmal vor. Sechzehn ist die Gesamtzahl der Kästchen. 
Diese Eigenschaft erscheint auch in Henricus Cornelius Agrippa von Nettesheims Tabula Jovis, wurde jedoch von vielen vernachlässigt, vielleicht weil es nicht im analytischen Index seines Autors erscheint. Die Eigenschaften der Summen jeder Zone sind auch in den analogen Schemas von Mescupolo und Paracelsus vorhanden. Trotz der Ähnlichkeit mit diesen scheint das magische Quadrat von Melencolia § I nicht ausgewählt worden zu sein, um einer hermetischen Tradition zu folgen. Die unausgesprochene Exklusivität dieses Quadrattyps mag der Grund für die Widmung an Jupiter (privilegiert unter den Göttern und der größte der Planeten) und für Dürers Wahl sein. In Wahrheit findet sich seine zuverlässigste Quelle in der Beschreibung, die Luca Pacioli als angenehme Kuriosität vorschlägt [«ligiadro solazo» (f. 122r)], die ihren Ursprung den größten Astronomen zuschreibt, „Ptolomeo al humasar ali, al fragano, Geber und all die anderen“. Diese „haben Jupiter [Planet «Giove»] die Figur gewidmet, die aus 4 Quadraten auf jeder Seite besteht, wobei die Zahlen so angeordnet sind, dass sie für jede Richtung 34, dann 16, 3, 2, 13 und in der nächsten Reihe 5 sind, 10, 11, 8, dann in Zeile dritte Zeile 9 [etc.] wie am Rand zu sehen.“

Da diese versprochenen Zahlen im Manuskript nicht grafisch sichtbar sind, wurde die Komposition mit blauen Zahlen vervollständigt (siehe Bild). Das magische Quadrat von Melencolia § I stellt eine joviale Übung (lat. iovialis, von Iovis) dar, um den Einflüssen der Melancholie entgegenzuwirken. Unten in der Mitte zeigt die Vereinigung der Ziffern 15 und 14 ein sehr trauriges Jahr an.

## Rezeption
Gottfried Keller wurde von Dürers Blatt 1848 zu dem Gedicht Melancholie angeregt. In einer letzten, erst 1882 entstandenen Strophe kam Keller zum Schluss, Dürer habe im Blick der Engelsgestalt den Moment der Erleuchtung festgehalten, welcher die depressiv-leidende Phase der Melancholie beendet und zum kreativen Handeln überleitet: Sie sinnt – der Dämon muß entweichen / Vor des Gelingens reifem Plan.
Edvard Munch stellt sich mit seinen in den 1890er Jahren entstandenen Gemälden Melancholie in die Tradition des Bildes.
Der ursprüngliche Titel von Jean-Paul Sartres Roman Der Ekel (1938) sollte, nach Dürers Kupferstich, Melancholia sein. Der endgültige Titel (französisch La nausée), wurde erst von Sartres Verleger gegeben.
Thomas Mann beschreibt das „magische Quadrat“ und dessen „fatale Stimmigkeit“ in seinem Roman Doktor Faustus (1943) in Kapitel 12. Eine Reproduktion des Dürerstichs hängt „an prominentem Platz“ über dem Pianino des Komponisten Adrian Leverkühn in seiner Studentenwohnung in Halle. Sie könnte für ein zentrales Motiv dieses Romans stehen, für die stimmige Bezogenheit der Motive untereinander im Roman als Kunstgattung („Beziehung ist alles. Und willst du sie näher bei Namen nennen, so ist ihr Name «Zweideutigkeit»“, 7. Kapitel) und in der Musik (strenger Satz). Eine andere Interpretation liefert Ehrhard Bahr. Als in den USA die Nachrichten von den deutschen Shoa-Verbrechen bekannt wurden, habe Mann in der Melancholie die erforderliche Trauerarbeit eines jeden Deutschen gesehen, den notwendigen Abschied von der deutschen Innerlichkeit, von der Romantik, die von 1933 bis 1945 ins Teuflische umgeschlagen war.
In Günter Grass’ Aus dem Tagebuch einer Schnecke ist die Melencolia das einzige Bild, das der vor den Nationalsozialisten fliehende Lehrer Zweifel mitnimmt.
In der Ästhetik des Widerstands (1981) von Peter Weiss erfährt das Bild eine ausführliche Interpretation im Hinblick auf das Verstummen zweier weiblicher Protagonisten des Romans, die die Gräuel im Dritten Reich erleben und hinterfragen, sie aber nicht mehr artikulieren können.
Auch in dem Roman Das verlorene Symbol (2009) (Originaltitel: The Lost Symbol) von Dan Brown wird auf das magische Quadrat in Melencolia I von Dürer Bezug genommen. Es dient dort zur Entschlüsselung einer geheimen Botschaft, genau wie im sieben Jahre zuvor veröffentlichten Roman Das Jesusfragment von Henri Loevenbruck.
Jean Firges verwendet Melencolia I als Coverbild seines Buchs über die psychische Entwicklung Paul Celans, hin zur Krankheit und zum Suizid.
Lars von Trier nimmt in seinem Spielfilm „Melancholia“ aus dem Jahr 2011 das Motiv des niederstürzenden Himmelskörpers auf. Die Vergeblichkeit menschlichen Handelns wird angesichts eines gleichgültigen Universums offenbar, wenn ein auf Kollisionskurs geratener Exoplanet auf die Erde zurast und den Planeten auslöscht.